# Callantsoog

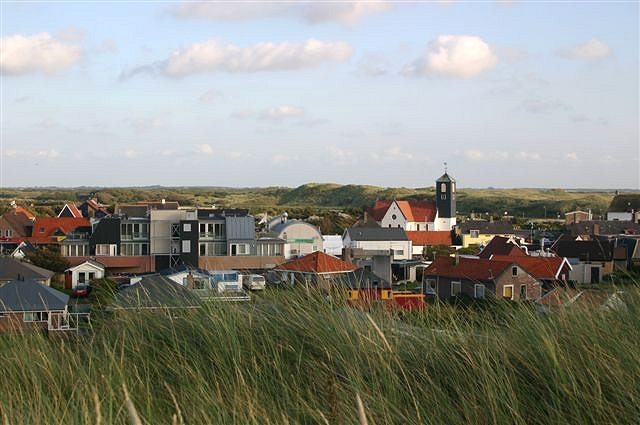
Ortsmitte von Callantsoog

Strand

Callantsoog ist ein Küstenort in der Gemeinde Schagen, Provinz Nordholland (Niederlande), mit 2.405 Einwohnern (Stand: 1. Januar 2024). Bis Ende 2012 gehörte der Ort zur Gemeinde Zijpe.
Der Ort liegt etwa fünfzehn Kilometer südlich von Den Helder; nächste Stadt (und Bahnstation) im Binnenland ist das gut zehn Kilometer entfernte Schagen. Dorthin besteht eine Busverbindung über die Linie 152. Ferner verkehrt in den Sommermonaten im Stundentakt die als Zomerlijn bezeichnete Linie 851 zwischen Petten und Den Helder.
Die Geschichte der Siedlung lässt sich über 1000 Jahre zurückverfolgen. Ihre Lage war, bedingt durch Fluten und Wanderdünen, bis zum Beginn der Neuzeit unsicher. Zeitweise befand sich das Dorf auf einer Insel und hieß Callinghe op ’t Oghe. Der Vorläufer des jetzigen Ortes, der etwa 3 km vor der heutigen Küstenlinie lag, ging in der Allerheiligenflut des Jahres 1570 unter.
Callantsoog ist heute ein beliebtes Urlaubsziel für niederländische und deutsche Touristen. Im Ort gibt es ein Büro der VVV, mehrere Hotels, Ferienwohnungen und Privatunterkünfte; im Umland ausgedehnte Campingplätze und Bungalowparks.
Der Sandstrand liegt unmittelbar hinter den Dünen und ist über die vier Strandabgänge „Abbestee“, „Seinpost“, „Dorpsplein“ und „Kiefteglop“ erreichbar. 1973 wurde in Callantsoog der erste niederländische FKK-Strand eröffnet. Die im Ort gelegene Düne „Seinpost“ gilt als höchste Sanddüne in Nordholland.
Im Süden des Ortes befindet sich das Naturschutzgebiet Zwanenwater.
Ein Supermarkt, einige Fachgeschäfte und diverse Boutiquen bieten Einkaufsmöglichkeiten. Es gibt mehrere Restaurants (nicht alle ganzjährig geöffnet) mit unterschiedlichen Küchen, darunter chinesisch, italienisch, mexikanisch oder brasilianisch.
Kulturelle Einrichtungen sind unter anderem eine kleine Bücherei, ein Heimatmuseum und eine von beiden Konfessionen genutzte Kirche. Sie ist das älteste Gebäude des Ortes und soll über eine bereits 1491 in Rotterdam gegossene Glocke verfügen.
Das Heimatmuseum „Tante Jaantje“ ist der letzte von ursprünglich 13 westfriesischen Bauernhöfen (sog. Dünenstolp-Boerderij; „stolp“ = glockenförm. Baustil), welche den Dorfkern (heute: Dorpsplein) bildeten. Er ist über 100 Jahre alt. Im Zweiten Weltkrieg brannte einer der letzten Höfe nieder; 1946 wurde der vorletzte Hof abgerissen. So blieb nur diese Boerderij erhalten. Der Name geht auf die Mutter des letzten Eigentümers zurück, die im Dorf stets so gerufen wurde. Gezeigt wird das bäuerliche Leben zur damaligen Zeit, verschiedenes Strandgut, die Entwicklung des Deichbaus und -schutzes, archäologische und historische Fundstücke (u. a. zur Britisch-Russischen Invasion in Holland 1799) sowie eine Vorstellung der holländischen Lebensrettungsgesellschaft KNRM.
In Callantsoog nicht vorhanden sind dagegen eine Bank (nur Geldautomaten) oder eine Tankstelle, die erst in den Nachbardörfern Groote Keeten und De Stolpen zu finden ist.

## Galerie

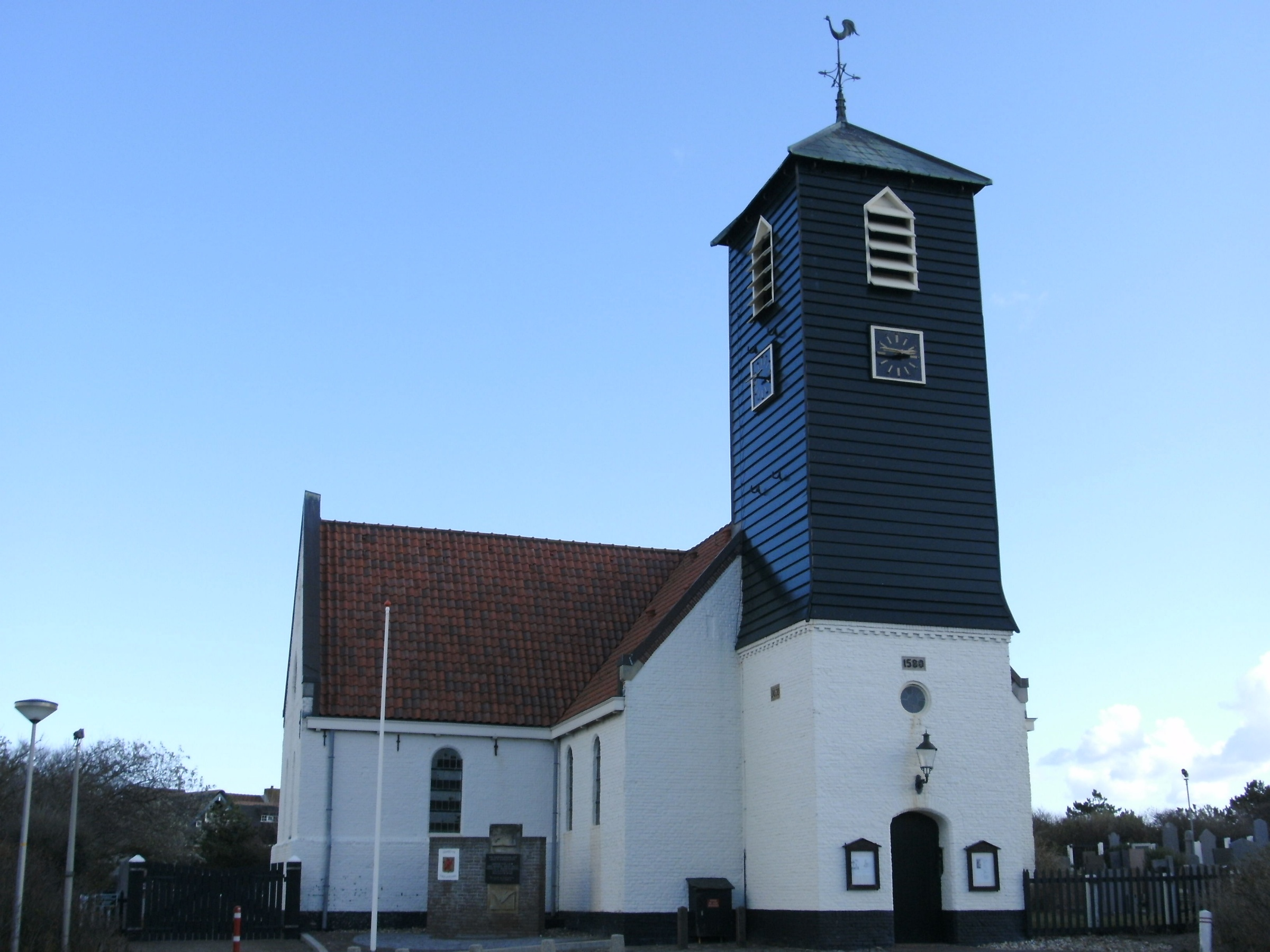
Kirche
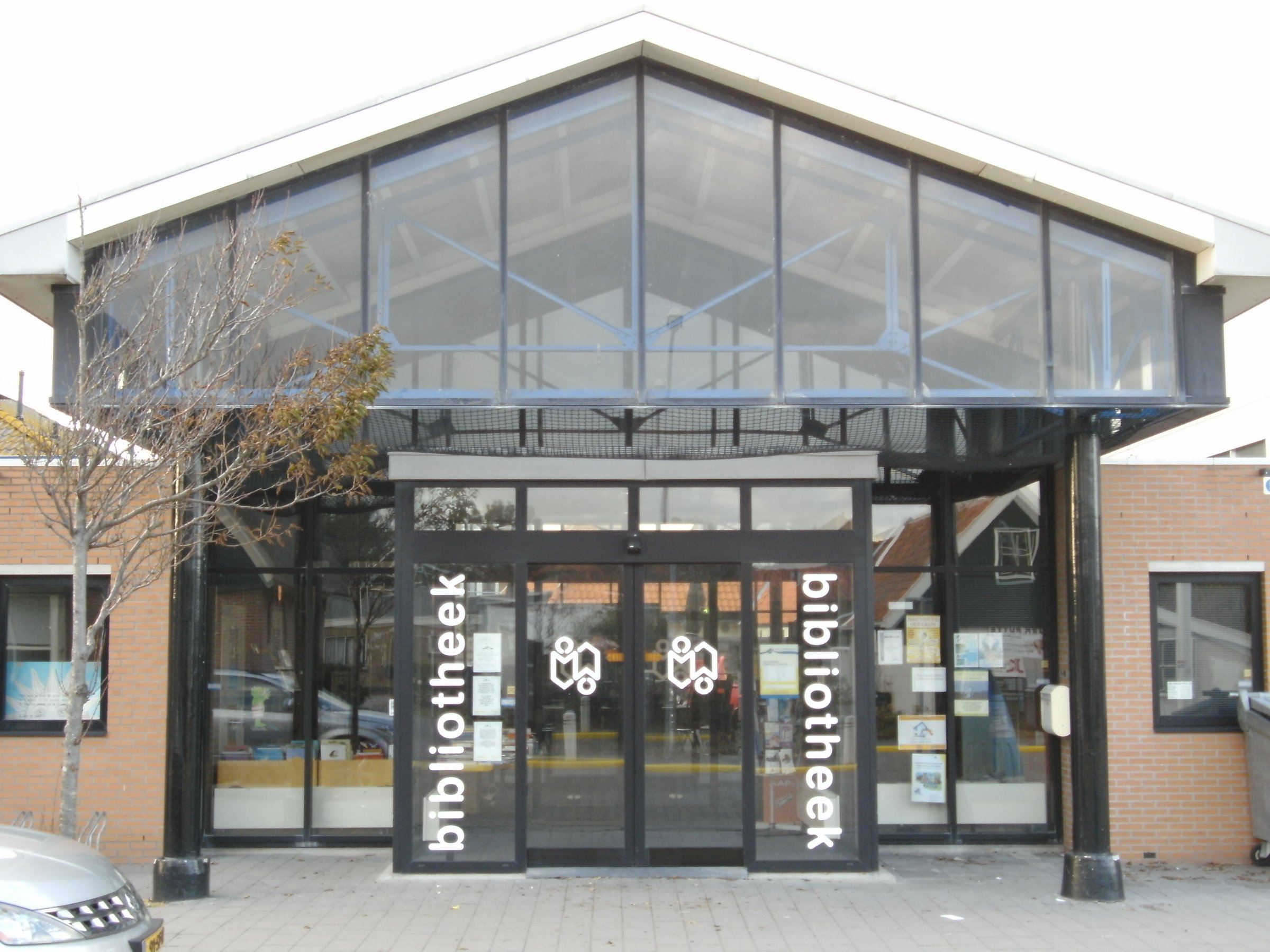
Bücherei (bis Mai 2013)
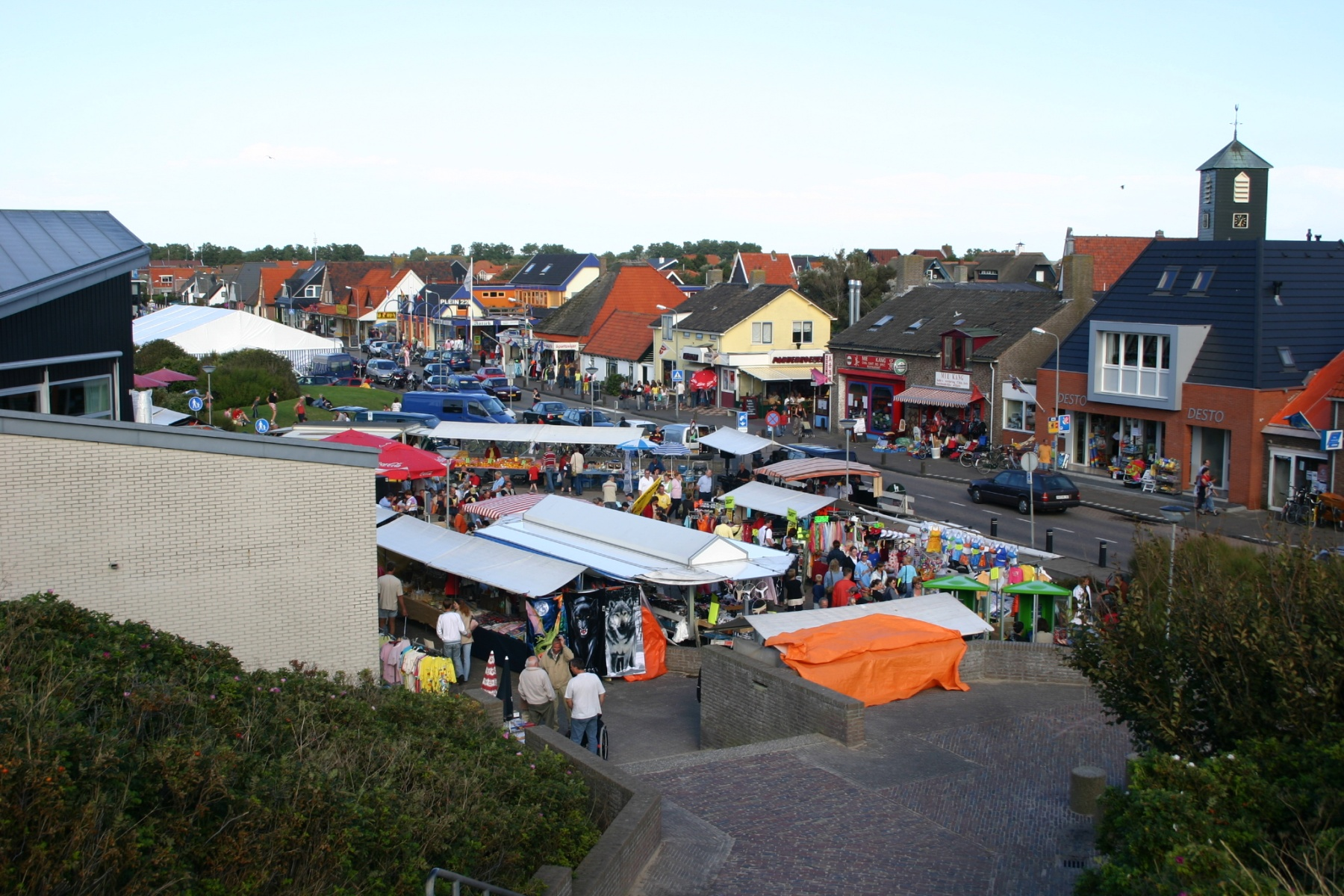
Markttag
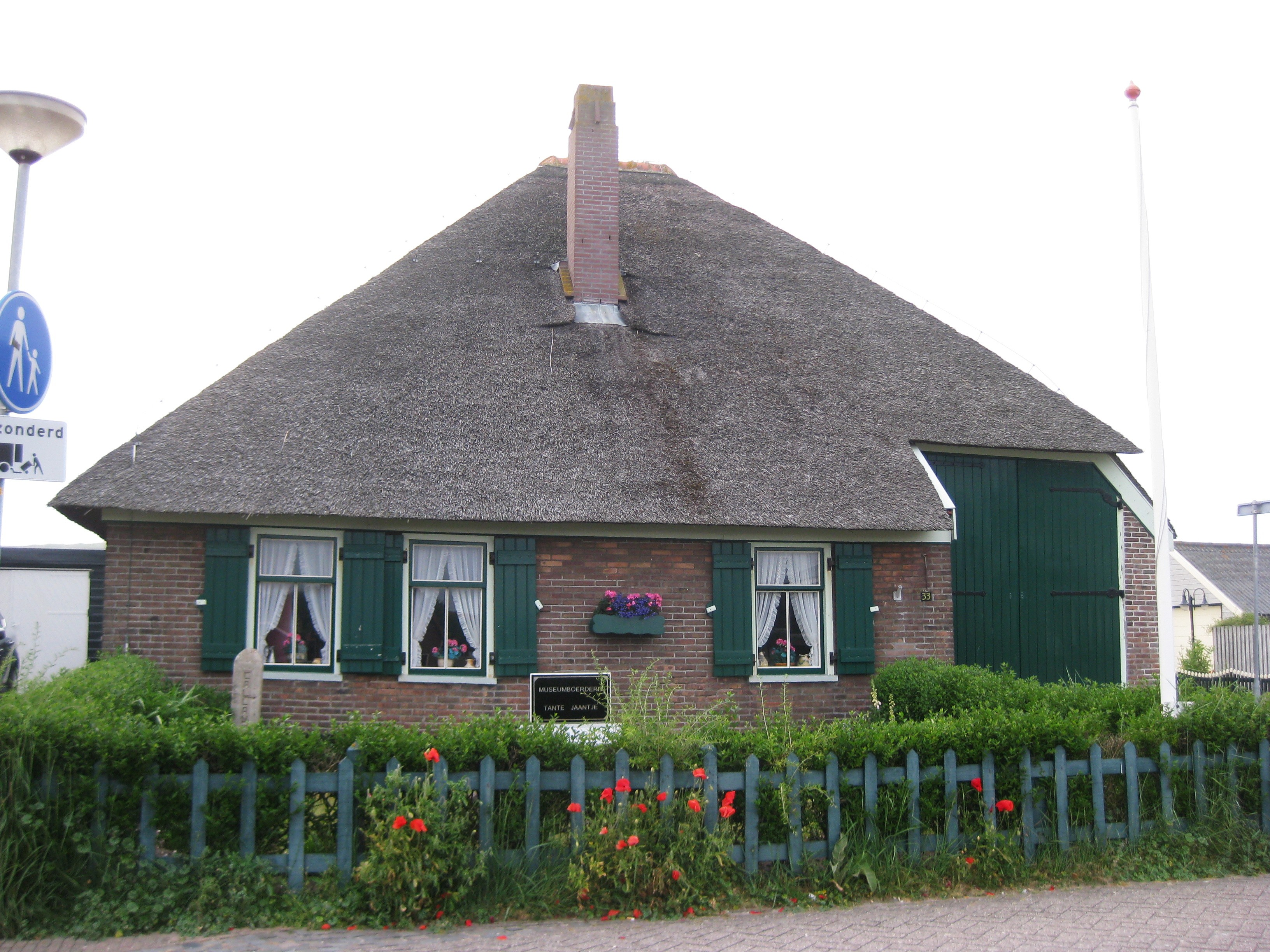
Heimatmuseum „Tante Jaantje“
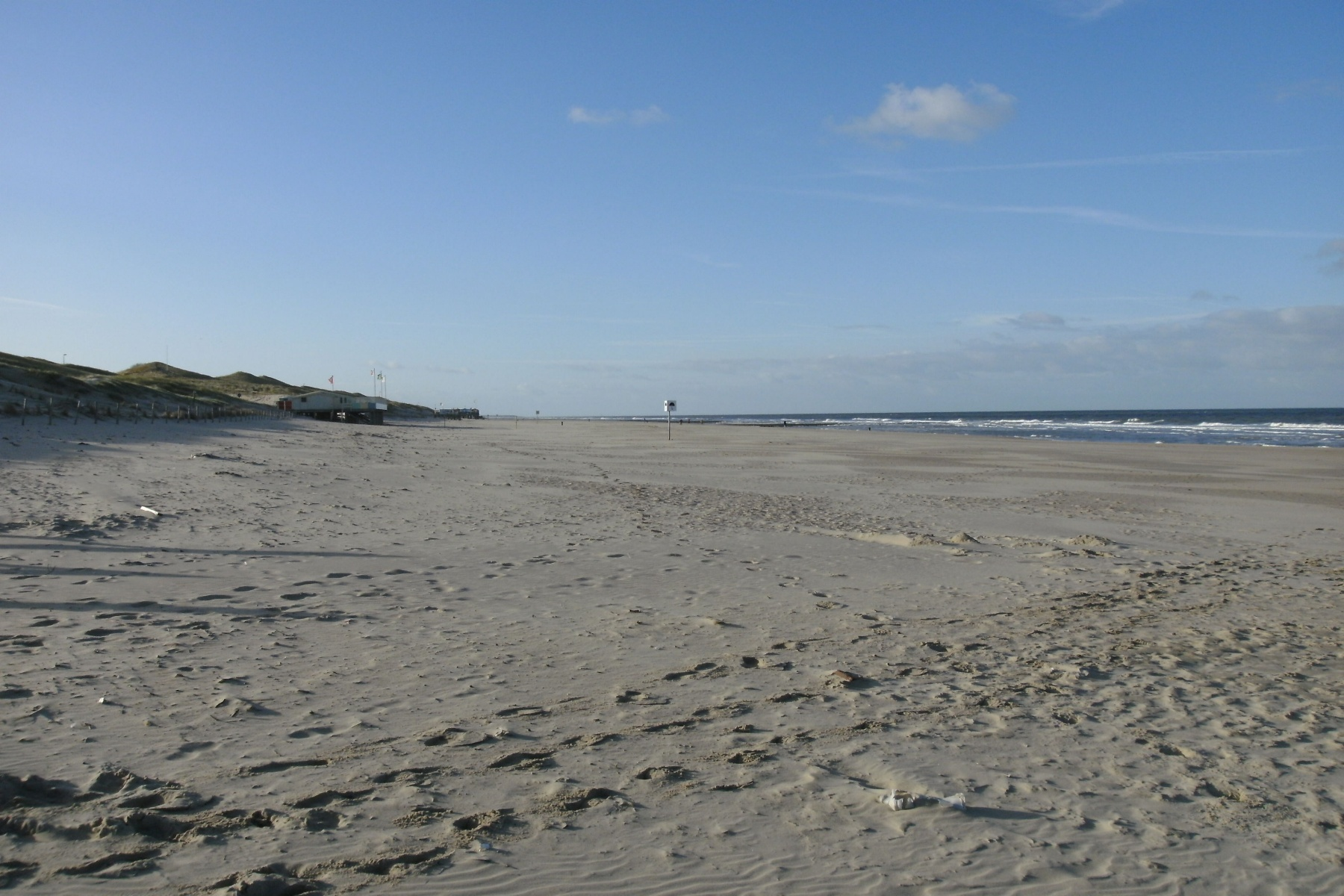
Strand im Herbst
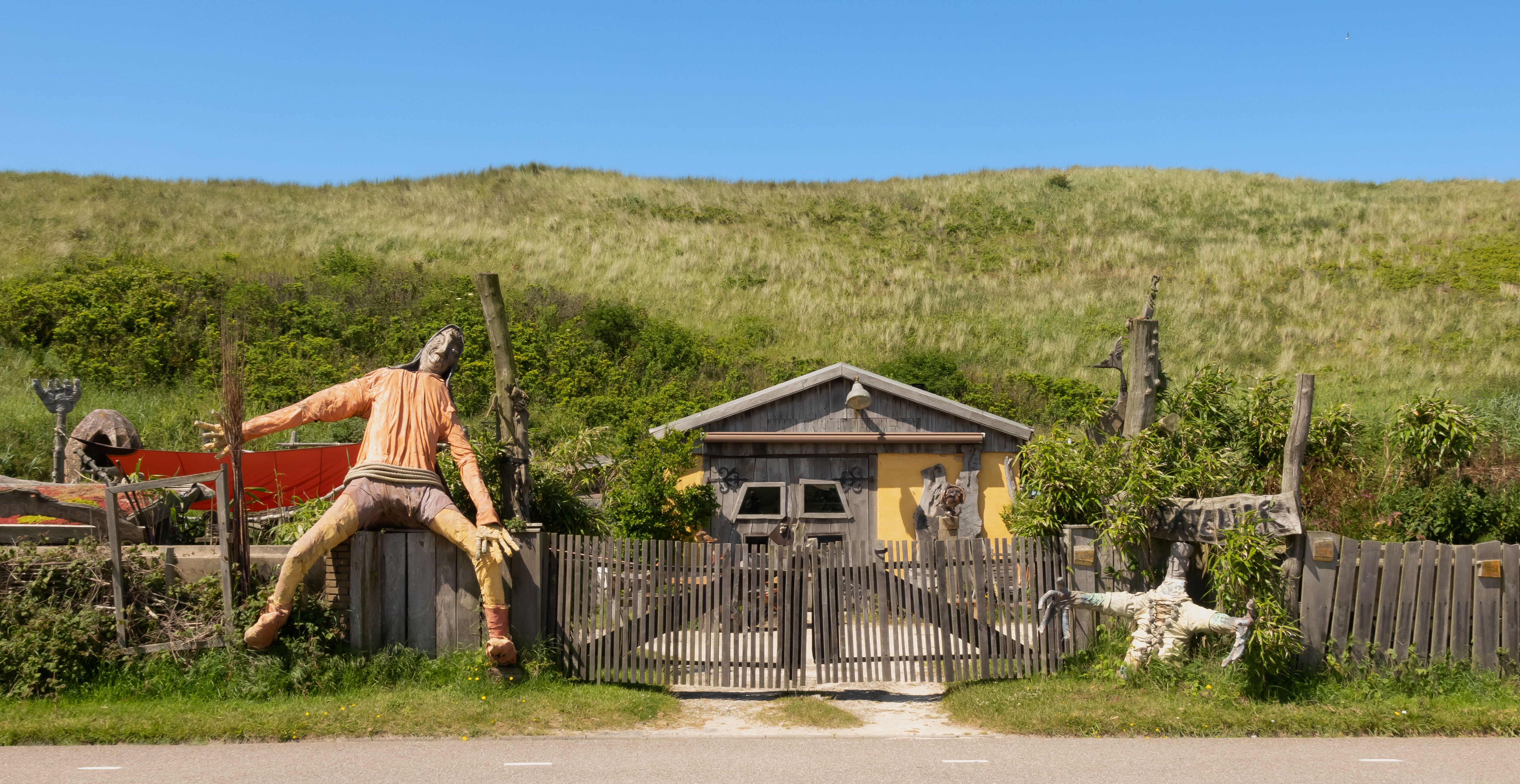
Bleeslat Weidenweber
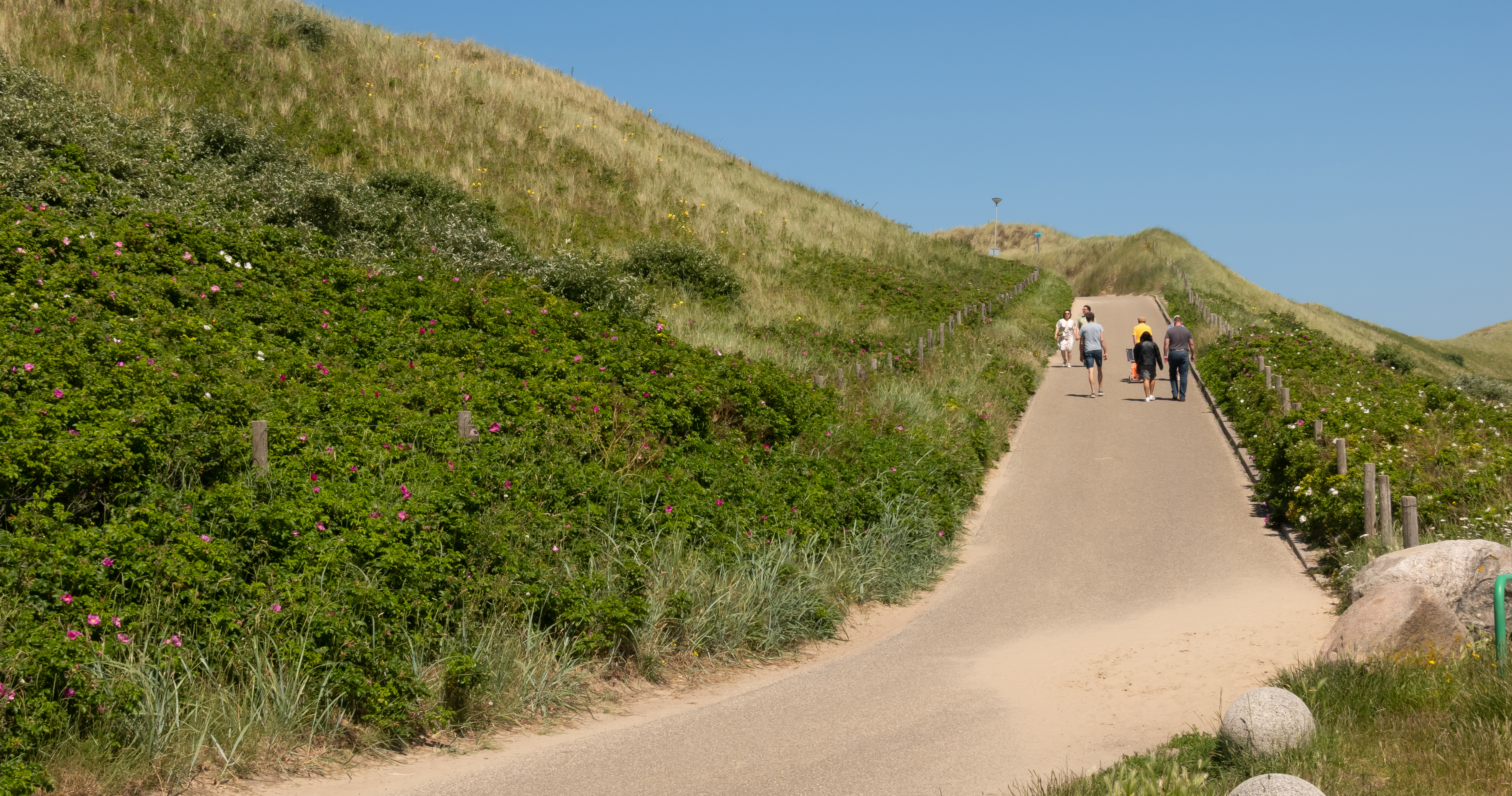
Eingang zum Strand Abbestede
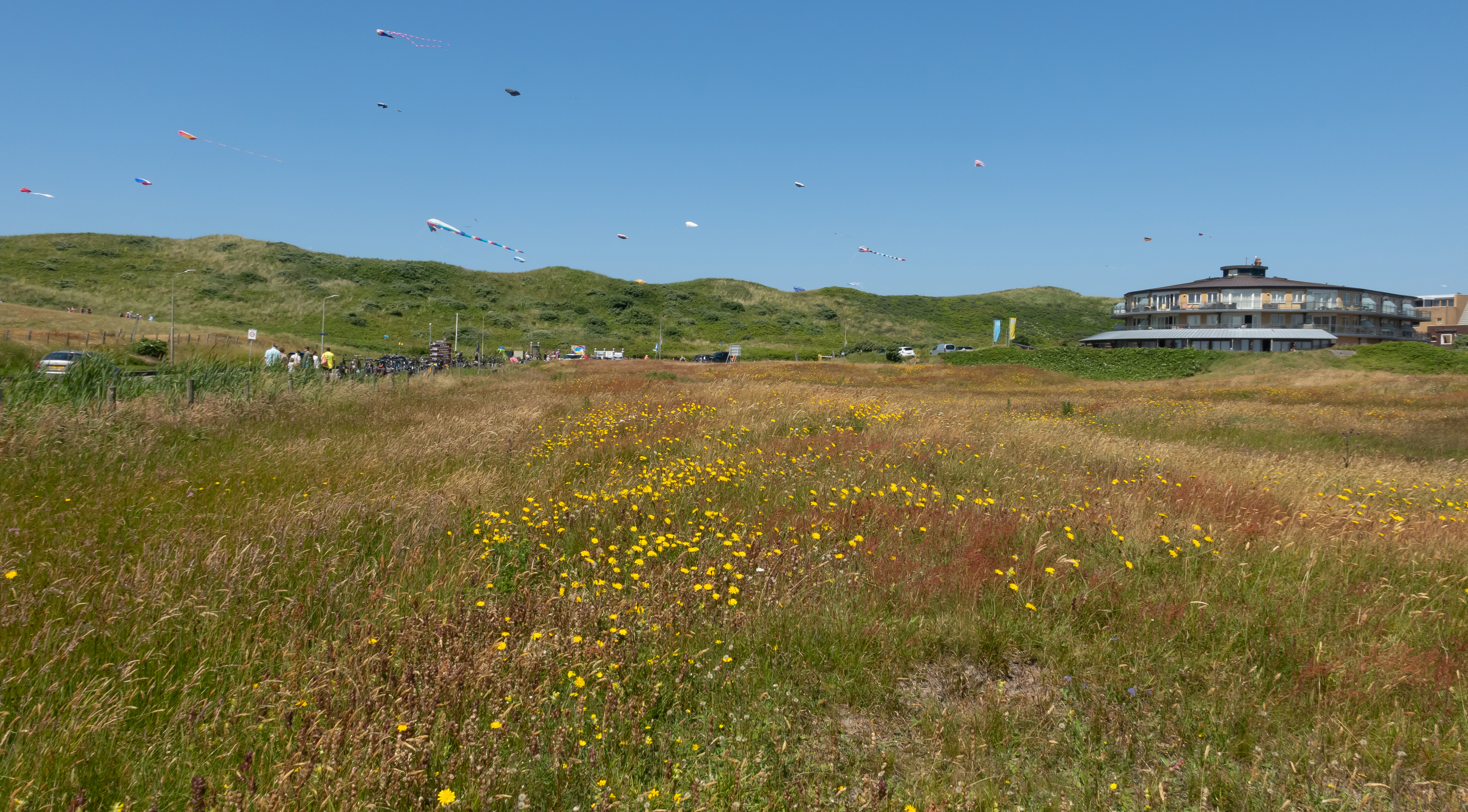
Blick auf den Zuidschinkeldijk